# 七田真
七田真（1929年1月22日—2009年4月22日），出生於日本島根縣，日本教育學家，專門研究右腦教學。
為國際学士院會員、世界文化振興會會長、日本教育學會會長、文部科學省名譽顧問、日本精神科學會（日本サイ科学会）顧問及國際聯合教育部部長。他同時亦是由其創立的校長以及七田教育研究所（しちだ・教育研究所）會長。
他是「七田式教育」的創始人及提倡者。

## 作品
- 《如何培養兒童右腦》
- 《0歲敎育的奧秘：0歲到6岁是孩子大腦的爆發期》
- 《0歲教育基礎：獻給初學0歲教育的朋友：劃時代的育兒新觀念》
- 《0歲潛能開學：開發無限能力的ESP教學法》
- 《父親的幼兒教育學：劃時代的育兒新觀念》
- 《培養幼兒讀、寫與計算能力 : 創造奇蹟的七田式0歲教育》
- 《七田式高速學習的秘密》
- 《超右腦革命：心想事成的成功法則》
- 《超右腦波動速讀法—快速喚醒右腦波動速讀能力》
- 《超右腦照相記憶法—快速唤醒右腦照相記憶功能》
- 《超右腦英語學習法—極速喚醒右腦訓練》
- 《專為中國人寫的超右腦開發訓練》
- 《專為中國人寫的超右腦英語學習法》

## 成就及荣誉
因其在右腦教育領域的卓越貢獻，日本文化振興會特別授予他「社會文化功勞獎」，世界學術文化審議會向他頒發了「國際學術貢獻獎」，世界知識產權協會還向他頒發了「世界和平功勞大騎士」勳章。
他著述頗豐，主要有《超右腦英語學習法》、《超右腦波動速讀法》、《智能和創造科學》、《超右腦革命》、《全腦時代》、《右腦生活的秘密》、《奇妙的七田式右腦學習法》、《右腦全開發教育》等。
《超右腦波動速讀法》等書在國內出版後，引起了強烈的反響。讀者踴躍來信來電傾吐學習心得，「右腦學習法」不僅教給了他們高效的學習方法，更改變了他們的學習態度。

## 質疑
七田真的教育博士學位，來自著名的專門販售學歷的野雞大學紐波特大學，同時其宣稱所得到的諸多榮譽，亦皆來自同性質團體，例如社會文化功勞獎的授獎單位「日本文化振興會」是日本政府指明的野雞大學「國際學士院大學」的關聯組織。而其所頒發的社會文化功勞獎，則是專門發給其相關人士的榮譽獎項。七田真同時也宣稱是「國際學士院大學—的講師。另外像世界和平獎, 其授獎單位世界和平工作團（World Peace Corps Mission）則被指為盜名機構，盜用美國甘迺迪總統成立的美國和平工作團（US Peace Corps Mission）名義，同時多次被指控販賣世界和平獎或是利用該獎項詐騙受獎對象。
此外，七田真所創立的七田真學習法被批評為偽科學，在國際權威的腦科學和心理學論文數據庫PubMed和PsycINFO裡不能搜索到一篇與「七田真學習法」（Shichida Method）有關的論文，連個別詞條（如照相記憶photographic memory）所得得搜索結果都沒有。而七田真宣稱所做過的實驗，不但沒有在科學家公認的學術雜誌發表過，完全未被心理學家或腦科學家經過試驗證實過。因此，七田真書中所提及的「研究」或「實驗」可謂「有科學之名，而無科學之實」的偽科學。而七田真學習法往往盡量與現有的科學成果扯上關係，是誤導消費者的商業行為。

## 外部連結
- [https://web.archive.org/web/20080927231123/http://www.news.janjan.jp/world/0707/0707229548/1.php
- またもや七田眞（页面存档备份，存于）
- 七田眞ウェブログ
- Shichida Group（页面存档备份，存于）